# گرجستان برای گرجی‌ها
گرجستان برای گرجی ها یک شعار سیاسی و دکترین قومیت گرایانه‌ای است که به نخستین رئیس جمهور جمهوری گرجستان زویاد گامساخوردیا و پیروان او منتسب است. برای مردم گرجی، این دکترین نمایان گر استقلال آنها است در حالی که برای شهروندان غیرگرجی این دکترین نشان دهنده از بین رفتن حقوق فرهنگی و سیاسی آنها در کشور گرجستان است. این دکترین باعث شده است گروههای اقلیت در گرجستان مانند ارمنی ها،  آذری ها احساس کنند که زندگی در گرجستان منتی بر سر آنها است و همین نگرش منجر به پاکسازی قومی در مناطق آبخاز و اوستیای جنوبی و دیگر مشکلات موجود در گرجستان امروزی است.
گامساخوردیا خود اعلام کرده بود که هرگز از این شعار استفاده نکرده است و این شعار توسط دستگاه تبلیغات سیاسی روس‌ها ساخته شده است. با این حال گامساخوردیا در مورد وضعیت جمعیت شناختی منطقه کاختی می‌گوید که اقلیت این منطقه باید با آهن داغ و مذاب سوزانده شوند و از ملت گرجی جدا شوند، با آنها باید مانند خائن رفتار کرد و باید همه آنها را اخراج کرد.

## دوره گامساخوردیا
این شعار اولین بار در آوریل ۱۹۸۹ در راهپیمایی‌های انتخاباتی در تفلیس در زمان شوروی سابق علیه حکومت شوروی سرداده شد. این شعار به همراه دیگر شعارهایی مانند "شوروی زندان ملل است" و "زنده باد گرجستان آزاد و مردم سالار"، از مشهورترین شعارها بودند که گروههای زیادی از آنها استفاده می‌کردند. در سال ۱۹۹۳، گامساخوردیا اعلام کرد که هیچ‌گاه از این شعار استفاده نکرده است و این اتهام را ساخته دستگاه تبلیغات نظامی روسیه دانست و در همین زمان رسانه‌های غربی را به تکرار دروغ‌های سیاسی شوروی متهم کرد. پسر گامساخوردیا نیز گفته است که پدرش هیچ‌گاه چنین شعاری را نداده است و ماجرای اوستیای جنوبی سیاسی بوده است و ارتباطی با ملی گرایی نداشته است. در ۲۶ ماه می ۱۹۹۱، گامساخوردیا به عنوان اولین رئیس جمهور گرجستان با بدست آوردن ۸۶ درصد آرا انتخاب شد.
گامساخوردیا در زمان تبلیغات خود وعده‌هایی مبنی بر محافظت از کشور گرجستان و قوم گرجی سرداد:
- ازدواج بین گرجی‌ها و غیرگرجی‌ها نباید ترویج شوند
- شهروندی گرجستان باید به افرادی که بتوانند اقامت خود در گرجستان را قبل از پیوستن گرجستان به روسیه در سال ۱۸۰۱ اثبات کنند داده شود[۸]
- حقوق مالکیت باید به افرادی که در همه پرسی آوریل به استقلال ملی رای داده‌اند محدود شود[۹]
- شعار گرجستان برای گرجی‌های مسیحی با وجود جدایی دین از سیاست در گرجستان[۱۰]

این شعارها باعث شد که بیش از ۱٫۵ میلیون اقلیتی که در گرجستان زندگی می‌کنند به عنوان خطری برای مردم گرجستان به حساب بیایند و به عنوان مثال تبلیغاتی علیه مسلمانان در رسانه‌های گرجی به راه افتاد. در سال ۱۹۸۹، گامساخوردیا گفت "امروز، ما با مشکل بزرگی مواجه هستیم، تاتارها، ارمنی‌ها و اوستیایی‌ها روی پای خود ایستاده‌اند. ما باید سرزمین مقدس خود کاختی را از دست خارجی‌ها نجات دهیم.
گامساخوردیا اعلام کرد که این شعار علیه سلطه شوروی بر گرجستان داده شده است و زمانی که به قدرت رسیده است بیشتر رویکردهای ملی گرایانه و افراطی را کنار نهاده است. در ژوئیه ۱۹۹۱ مجلس گرجستان قانونی را تصویت کرد که تقریباً تمام ساکنان گرجستان شهروند این کشور اعلام شدند.